# أدريان مورا (لاعب كرة قدم)
أدريان مورا (بالإسبانية: Adrián Mora Barraza)‏ هو لاعب كرة قدم مكسيكي، ولد في 15 أغسطس 1997 في Parral, Chihuahua ‏ في المكسيك. لعب مع نادي تولوكا.

## وصلات خارجية
- أدريان مورا على موقع قاعدة بيانات كرة القدم.إي يو (الإنجليزية)
- أدريان مورا على موقع Soccerway.com (الإنجليزية)
- أدريان مورا على موقع اللجنة الأولمبية الدولية (الإنجليزية)
- أدريان مورا على موقع أوليمبيديا (الإنجليزية)